# I-TEC Maverick
I-TEC Maverick je létající automobil vyvinutý floridskou křesťanskou organizací I-TEC (Indigenous Peoples' Technology and Education Center). Jedná se vlastně o terénní buggy vybavenou tlačnou vrtulí vzadu pro vytváření dopředného tahu a padákovým kluzákem pro vytváření vztlaku. Kluzák (křídlo) je během letu stabilizován dlouhou flexibilní tyčkou, aby se zabránilo jeho namotání do vrtule.
Časopis Popular Mechanics udělil projektu v roce 2009 ocenění Breakthrough Award. Stroj získal certifikaci FAA – kategorie S-LSA (Special – Light Sport Aircraft), E-LSA (Experimental – Light Sport Aircraft resp. E-AB – Experimental Amateur-Built).

## Specifikace

### Technické údaje
- Posádka: 1
- Kapacita: 1 pasažér
- Vrtule: Warp Drive, pětilistá
- Průměr tlačné vrtule: ? m
- Pohon: motor Subaru, 2,5 l, 140 kW

### Výkony
- Maximální rychlost: ? km/h (na zemi), ? km/h (ve vzduchu)
- Minimální letová rychlost: ? km/h
- Cestovní rychlost: 64 km/h
- Dosah/dolet: ? km
- Doba letu: max. 3 h
- Dostup: 3 000 m
- Stoupavost: 3 m/s